# Salah Larbès
Salah Larbès (àrab: صالح لرباس)  (Alger, 16 de setembre de 1952 - Tizi Ouzou, 26 de febrer de 2024) va ser un futbolista algerià de les dècades de 1970 i 1980.
Fou internacional amb la selecció d'Algèria amb la qual participà en la Copa del Món de futbol de 1982. Pel que fa a clubs, destacà a JS Kabylie.